# Bereraia tertia
Bereraia tertia is een eenoogkreeftjessoort uit de familie van de Leptopontiidae. De wetenschappelijke naam van de soort is voor het eerst geldig gepubliceerd in 1998 door Cottarelli, Bruno & Berera.